# USS Wadsworth (DD-516)
USS Wadsworth (DD-516) là một tàu khu trục lớp Fletcher được Hải quân Hoa Kỳ chế tạo trong Chiến tranh Thế giới thứ hai. Nó là chiếc tàu chiến thứ hai của Hải quân Mỹ được đặt theo tên Thiếu tướng Hải quân Alexander S. Wadsworth (1790–1851), người tham gia cuộc Chiến tranh 1812. Nó hoạt động cho đến hết Thế Chiến II, được cho xuất biên chế năm 1946. Con tàu được chuyển cho Hải quân Tây Đức và phục vụ như là chiếc Zerstörer 3 (D172) cho đến năm 1980, rồi được chuyển cho Hải quân Hy Lạp và phục vụ như là chiếc Nearchos (D65) cho đến khi bị tháo dỡ năm 1991. Wadsworth được tặng thưởng bảy Ngôi sao Chiến trận cùng danh hiệu Đơn vị Tuyên dương Tổng thống do thành tích phục vụ trong Thế Chiến II.

## Thiết kế và chế tạo
Wadsworth được đặt lườn tại xưởng tàu của hãng Bath Iron Works Corp. ở Bath, Maine vào ngày 18 tháng 8 năm 1942. Nó được hạ thủy vào ngày 10 tháng 1 năm 1943; được đỡ đầu bởi bà Rebecca Wadsworth Peacher, hậu duệ năm đời của Thiếu tướng Wadsworth; và nhập biên chế tại Xưởng hải quân Boston vào ngày 16 tháng 3 năm 1943 dưới quyền chỉ huy của Hạm trưởng, Trung tá Hải quân John F. Walsh.

## Lịch sử hoạt động

### 1943
Wadsworth rời Boston, Massachusetts vào ngày 5 tháng 4 năm 1943, thực hành tại khu vực Casco Bay, Maine cho đến ngày 15 tháng 4, khi nó lên đường đi sang vùng biển Cuba. Sau chuyến đi chạy thử máy huấn luyện tại khu vực vịnh Guantánamo, nó quay trở về Xưởng hải quân Boston để sửa chữa sau thử máy. Lại ra khơi vào ngày 23 tháng 5, nó hộ tống các tàu sân bay Princeton (CVL-23) và Yorktown (CV-10) đi Port of Spain, Trinidad, nơi chúng thực hành huấn luyện. Sau chuyến đi, chiếc tàu khu trục ghé qua Norfolk, Virginia vào ngày 17 tháng 6, và quay trở về Boston vào ngày hôm sau.
Sau khi hộ tống chiếc tàu sân bay Bunker Hill (CV-17) đi Hampton Roads, Virginia, Wadsworth tiếp tục hộ tống cho chiếc Cowpens (CVL-25), đảm nhiệm canh phòng máy bay cho chiếc tàu sân bay trong khi các liên đội không lực của nó huấn luyện ngoài khơi Virginia Capes. Sau khi quay trở về Boston, chiếc tàu khu trục lại khởi hành vào ngày 20 tháng 7, tham gia một đội đặc nhiệm được hình thành chung quanh các tàu sân bay Lexington (CV-16), Princeton và Belleau Wood. Lực lượng gặp gỡ tại phá nước ngoài khơi Delaware, rồi hướng về phía Nam để đi đến vùng kênh đào Panama.
Đi đến Trân Châu Cảng vào ngày 9 tháng 8, Wadsworth trải qua mười ngày tiếp theo hoạt động tại vùng biển quần đảo Hawaii, trước khi hướng đến đảo Canton tháp tùng chiếc tàu sân bay hộ tống Prince William (CVE-31). Đi đến Espiritu Santo thuộc quần đảo New Hebrides, nó trình diện để phục vụ cùng Chuẩn đô đốc Aubrey W. Fitch, Tư lệnh Không lực khu vực Nam Thái Bình Dương.
Vào ngày 31 tháng 8, Wadsworth rời Espiritu Santo để săn đuổi chiếc tàu ngầm Nhật Bản I-20, vốn đã phóng ngư lôi gây hư hại cho chiếc tàu chở dầu W. S. Rheem ở khoảng 10 dặm (16 km) về phía Bắc eo biển Bougainville. Nó không tìm thấy mục tiêu tại khu vực tìm kiếm ban đầu, nhưng đã phối hợp cùng các thủy phi cơ tuần tra để lùng sục ở phía Nam Espiritu Santo và phía Tây đảo Nalekula. Cuối cùng nỗ lực của họ cũng được đền đáp, khi vào ngày 1 tháng 9, chiếc tàu khu trục bắt được tín hiệu âm thanh của đối phương; nó thả bảy lượt mìn sâu và báo cáo đã gây hư hại cho tàu ngầm đối phương, nhưng không thể kiểm chứng. I-20 có thể sống sót qua đợt tấn công này, nhưng nó không bao giờ quay trở về cảng. Ghi chép của Hải quân Nhật cho biết nó "mất tích" vào ngày 10 tháng 10 năm 1943.
Đi vào cảng Havannah tại đảo Efate vào ngày 6 tháng 9, Wadsworth thực hành cùng một lực lượng đặc nhiệm được hình thành chung quanh chiếc tàu sân bay Saratoga. Nó rời cảng vào ngày 17 tháng 9 cùng chiếc tàu khu trục rải mìn Tracy, và trong những ngày tiếp theo đã hộ tống một đoàn tàu vận tải tiếp liệu đi đến bãi Kukum thuộc Guadalcanal. Quay trở lại Efate cùng các tàu vận tải rỗng vào ngày 30 tháng 9, chiếc tàu khu trục làm nhiệm vụ hộ tống thiết giáp hạm South Dakota (BB-57) đi về phía Tây để gặp gỡ một lực lượng tấn công thiết giám hạm-tàu tuần dương dưới quyền Chuẩn đô đốc Willis A. Lee. Nó sau đó tuần tra ngoài khơi vịnh thuộc Efate để bảo vệ các đoàn tàu ra vào cảng Havannah.
Wadsworth sau đó tham gia cùng các đơn vị khác của Đội khu trục 45 trong thành phần bảo vệ cho một nhóm tàu vận chuyển, Đội đặc nhiệm 31.5, để hướng đến quần đảo Solomon, và tham gia cuộc đổ bộ lực lượng ban đầu lên vịnh Nữ hoàng Augusta, mũi Torokina thuộc Bougainville. Lực lượng viễn chinh đi đến ngoài khơi bãi đổ bộ tại mũi Torokina vào sáng sớm ngày 1 tháng 11, và đã dẫn đầu một lực lượng tàu quét mìn tiến vào vịnh Nữ hoàng Augusta.
Lúc 05 giờ 47 phút, các khẩu pháo 5 inch của Wadsworth đã khai hỏa, tiêu diệt một sà lan đối phương dọc bờ biển. Trong gần hai giờ, nó bắn phá các mục tiêu phía sau bãi đổ bộ, trước khi cùng tàu chị em Sigourney (DD-643) tuần tra bảo vệ các tàu vận chuyển đang cho đổ bộ binh lính. Bất ngờ sáu máy bay đối phương xuất hiện từ hướng mặt trời để tấn công hai chiếc tàu chiến. Quả bom đầu tiên rơi chỉ cách Wadsworth 25 thước Anh (23 m) bên mạn phải, hai quả khác rơi cách mạn tàu 500 thước Anh (460 m), gồm một bên mạn trái và một bên mạn phải. Rồi một quả suýt trúng chỉ cách 20 foot (6,1 m) bên mạn trái phần sau con tàu; mảnh đạn đã làm thiệt mạng hai thủy thủ và làm bị thương chín người khác. Đối lại, mỗi tàu khu trục đã tiêu diệt được hai máy bay tấn công.
Rút lui khỏi khu vực đổ bộ trong đêm 1 tháng 11, Wadsworth tuần tra ngoài khơi Koli Point, Guadalcanal. Nó quay trở lại Bougainville một tuần sau đó, hộ tống một nhóm tàu vận chuyển đưa lực lượng tăng viện đến vịnh Nữ hoàng Augusta. Trong đợt này, nó đảm nhiệm vai trò trạm dẫn đường chiến đấu cho máy bay tiêm kích ngoài khơi khu vực vận chuyển, giúp đánh trả một cuộc không kích của đối phương. Các khẩu pháo của nó đã bắn rơi một máy bay ném bom bổ nhào và một máy bay ném bom-ngư lôi.
Rời mũi Torokina không lâu sau nữa đêm, Wadsworth tuần tra ngoài khơi Guadalcanal cho đến ngày 10 tháng 11, khi nó di chuyển đến vịnh Purvis thuộc đảo Florida. Tuy nhiên con tàu quay trở lại vùng biển Bougainville không lâu sau đó, hộ tống một đoàn tàu vận tải chở quân. Nó đi đến mũi Torokina lúc gần nữa đêm ngày 12 tháng 11, và trước lúc bình minh đã chống trả hai đợt tấn công của máy bay ném bom-ngư lôi bằng hải pháo 5-inch điều khiển bằng radar.
Wadsworth hoạt động hỗ trợ cho cuộc chiếm đóng Bougainville cho đến cuối năm 1943, hộ tống các đoàn tàu vận tải đưa binh lính tăng viện và tiếp liệu từ bãi Kukum, Guadalcanal đến vịnh Nữ hoàng Augusta. Thỉnh thoảng, nó cũng thực hiện các nhiệm vụ bắn phá bờ biển. Ba ngày sau lễ Giáng Sinh 1943, nó bắn phá các công sự và vị trí đặt pháo Nhật Bản về phía Bắc và phía Nam cửa sông Reini dưới sự hướng dẫn của máy bay trinh sát.

### 1944
Sau khi quay về vịnh Purvis từ nhiệm vụ hộ tống bảo vệ cuối cùng cho chiến dịch tại Bougainville, Wadsworth khởi hành từ quần đảo Solomon vào ngày 8 tháng 1 năm 1944 để hướng sang Pago Pago thuộc Samoa, hộ tống một tàu buôn. Nó quay trở lại Espiritu Santo để hộ tống tàu tiếp liệu Shasta (AE-6), trước khi đi đến Guadalcanal trong thành phần hộ tống cho chiếc tàu vận tải West Point (AP-23). Sau đó nó đi vào cảng Blanche thuộc quần đảo Treasury vào ngày 1 tháng 2. Trong ngày hôm đó, nó tiến hành đợt càn quét chống tàu ngoài khơi eo biển Buka, đấu pháo với các khẩu đội pháo bờ biển đối phương trên đảo Buka trước khi tiến vào eo biển Bougainville cùng Waller (DD-466) và Halford (DD-480). Ba chiếc tàu khu trục sau đó tiến hành bắn phá sân bay Nhật Bản mới được xây dựng trên đảo Choiseul.
Được bổ sung đạn dược tại Hawthorne Sound, New Georgia, Wadsworth lên đường vào đêm 1 tháng 2 để thực tập cùng các xuồng phóng lôi ngoài khơi Rendova. Sang ngày hôm sau ngoài khơi cảng Blanche, nó tham gia thành phần hộ tống một đoàn tàu đổ bộ và tàu hàng và đi đến ngoài khơi mũi Torokina vào ngày 4 tháng 2. Lúc gần nữa đêm, nó giúp đánh trả các cuộc không kích của đối phương xuống các bãi đổ bộ tại Torokina trước khi rời đi vào sáng hôm sau, hộ tống cho tàu chở dầu Patapsco (AOG-1) đi vịnh Purvis.
Rời vịnh Purvis vào ngày 11 tháng 2, Wadsworth gặp gỡ các tàu khu trục và tàu đổ bộ LST chuyển quân ngoài khơi Munda, New Georgia để hướng đến đảo Green. Trước bình minh ngày 15 tháng 2, trong vai trò tàu dẫn đường chiến đấu, Wadsworth đã hướng những máy bay tiêm kích bay đêm về phía một nhóm năm máy bay đối phương tấn công vốn đã thả pháo sáng bên trên đội hình. Nhờ sự dẫn đường kịp thời, một thủy phi cơ đối phương đã bị bắn rơi. Đến bình minh, nó lại dẫn hướng cho máy bay tiêm kích đón đầu một cuộc tấn công khác, bắn rơi ba máy bay đối phương mà không bị thiệt hại gì cho đoàn tàu. Con tàu sau đó bảo vệ cho các tàu vận tải trong khi chúng đổ quân. Đi đến vịnh Purvis vào đêm 17 tháng 2, nó khởi hành đi đến bãi Kukum để gia nhập một đoàn tàu chuyển quân làm nhiệm vụ chiếm đóng đảo Green. Khi đoàn tàu đi đến nơi an toàn vào ngày 20 tháng 2, chiếc tàu khu trục quay trở lại vịnh Purvis vào xế trưa hôm sau.
Lên đường vào ngày 23 tháng 2, Wadsworth đi ngang qua eo biển St. George để đến Kavieng, New Ireland, và đến Rabaul, New Britain để càn quét chống tàu bè đối phương. Ngay sau nữa đêm ngày 24 tháng 2, nó khai hỏa nhắm vào các kho hàng và điểm tập trung quân đối phương tại khu vực; một loạt đạn pháo 5-inch đã gây ra một đám cháy lớn soi sáng toàn khu vực, kéo dài ngay cả khi chiếc tàu khu trục cùng lực lượng bắn phá rút lui qua eo biển St. George ba giờ sau đó. Từ căn cứ hoạt động vịnh Purvis, con tàu hộ tống các đoàn tàu vận tải đi đảo Green và từ Guadalcanal đến mũi Torokina cho đến ngày 17 tháng 3. Vào ngày này, nó tham gia thành phần hộ tống cho các tàu vận chuyển cao tốc (APD) khởi hành từ Guadalcanal cho cuộc đổ bộ lên Emirau. Đến sáng ngày 19 tháng 3, nó tuần tra gần Emirau và tiếp tục hoạt động tại khu vực phụ cận, hỗ trợ các hoạt động cho đến cuối ngày 20 tháng 3. Chiếc tàu khu trục sau đó thực hiện hai chuyến đi lại giữa Guadalcanal và Emirau, hộ tống các tàu chở quân cho đến giữa tháng 4.
Sau một giai đoạn nghỉ ngơi bảo trì tại Sydney, Australia, quay trở lại cảng Havannah vào ngày 10 tháng 5, nơi nó được phối thuộc cùng Đội thiết giáp hạm 3, bao gồm các chiếc Idaho (BB-42), New Mexico (BB-40) và Pennsylvania (BB-38). Nó tham gia các cuộc cơ động tập trận và huấn luyện ngoài khơi New Hebrides nhằm chuẩn bị cho việc chiếm đóng quần đảo Mariana. Trung tá John F. Walsh Hạm trưởng của Wadsworth, được giao thêm trách nhiệm Tư lệnh Đội khu trục 90 tại cảng Havannah vào ngày 31 tháng 5, và ông đặt cờ hiệu trên soái hạm là chính con tàu của mình.
Đến ngày 2 tháng 6, Wadsworth và các tàu khu trục khác thuộc hải đội và Đội thiết giáp hạm 3 đã hình thành nên Đội đặc nhiệm 53.14, và rời cảng Havannah để hướng sang khu vực Mariana. Lúc 04 giờ 30 phút ngày 14 tháng 6, nó hợp cùng Pennsylvania, Idaho và tàu tuần dương hạng nhẹ Honolulu (CL-48) tiến hành bắn phá các cơ sở đối phương trên bờ ở phía Tây Tinian. Hoàn tất giai đoạn đầu của cuộc tấn công vào ngày 16 tháng 6, nó tham gia thành phần hộ tống cho cá thiết giáp hạm và tàu tuần dương thuộc lực lượng bắn phá ngoài khơi Guam.
Sau khi được tiếp nhiên liệu ngoài khơi Saipan, Wadsworth gia nhập Lực lượng Đặc nhiệm 58 dưới quyền Phó đô đốc Marc Mitscher vào xế trưa ngày 17 tháng 6. Nó trở thành một đơn vị thuộc Đội đặc nhiệm 58.3 để bảo vệ cho Lexington (CV-16), soái hạm của Mitscher, USS Enterprise (CV-6), một cựu binh thời trận Midway, và hai tàu sân bay hạng nhẹ Princeton (CVL-23) và San Jacinto (CVL-30), nhằm chống lại Hạm đội Liên hợp Nhật Bản đang hướng đến Mariana. Đội đặc nhiệm 58.3 chịu đựng những cuộc không kích của cả máy bay từ tàu sân bay và máy bay đặt căn cứ trên đất liền vào sáng ngày 19 tháng 6, đánh dấu sự mở màn của Trận chiến biển Philippine. Còn được biết đến như là "Cuộc săn vịt trời Mariana vĩ đại", tên lóng mà phi công Hoa Kỳ đặt cho, trận chiến này đã hầu như loại bỏ không lực trên tàu sân bay của Hải quân Đế quốc Nhật Bản. Họ mất tổng cộng 395 máy bay trên tàu sân bay và 31 thủy phi cơ, chưa tính đến khoảng máy bay đặt căn cứ trên đất liền.
Trong trận chiến kéo dài hai ngày, các phi công của Mitscher đã hoạt động xuất sắc, đẩy lui các cuộc tấn công của đối phương trước khi chúng đến được hạm đội Hoa Kỳ. Khi Lực lượng Đặc nhiệm 58 tiến về phía Tây vào ngày 20 tháng 6 để truy kích hạm đội Nhật Bản đang rút lui, họ tiếp tục đánh chìm thêm tàu sân bay Nhật Hiyō. Tuy nhiên, đô đốc Mitscher đã mạo hiểm khi tung ra các cuộc không kích rất trễ vào cuối ngày. Khi những chiếc máy bay quay trở về tàu lúc trời đã tối, họ không thể tìm thấy tàu sân bay của mình và có thể bị mất; nhưng nếu bật đèn sáng, các con tàu có thể trở thành mục tiêu cho tàu ngầm đối phương. Ông chấp nhận rủi ro ra lệnh cho các con tàu bật sáng đèn, còn Wadsworth và các tàu khu trục khác được lệnh tìm kiếm và vớt mọi phi công bị buộc phải hạ cánh trên biển.
Khi Lực lượng Đặc nhiệm 58 đi đến vị trí khoảng 300 dặm (480 km) ngoài khơi Okinawa, nó từ bỏ những nỗ lực đuổi theo hạm đội Nhật Bản. Wadsworth quay trở lại khu vực Mariana để tuần tra ngoài khơi Saipan, và vào ngày 5 tháng 7, Hạm trưởng của nó được rút khỏi việc kiêm nhiệm chỉ huy Đội khu trục 90.
Hai ngày sau, Wadsworth gia nhập một lực lượng tuần dương-khu trục dưới quyền Chuẩn đô đốc Charles Turner Joy cho hoạt động bắn phá Tinian. Lực lượng sau đó chuyển trọng tâm hoạt động sang Guam, và đã phá hủy nhiều cơ sở trên bờ và khi xăng dầu tại các cảng Apra Agana cũng như đánh phá các sân bay đối phương nhằm chuẩn bị cho cuộc đổ bộ. Được cho tách khỏi nhiệm vụ bắn phá Guam vào ngày 12 tháng 7, nó tham gia bảo vệ cho các tàu sân bay hộ tống Coral Sea (CVE-57) và Corregidor (CVE-58) rút lui, về đến Eniwetok thuộc quần đảo Marshall vào ngày 15 tháng 7.
Tuy nhiên thời gian nghỉ ngơi trong cảng khá ngắn ngủi, khi Wadsworth lại lên đường vào ngày 17 tháng 7 trong thành phần hộ tống một đoàn tàu chở quân để tăng viện cho lực lượng tham chiến tại Guam. Chiếc tàu khu trục tuần tra ngoài khơi hòn đảo trong khi lực lượng đổ bộ lên bờ, và đang khi tuần tra cách bờ 26 mi (42 km), nó vớt được tám người dân bản địa của Guam đào thoát khỏi sự kiểm soát của Nhật Bản vào sáng ngày 22 tháng 7. Nó lập tức chuyển những người tị nạn sang chiếc George Clymer (APA-37), do những thông tin tình báo hữu ích mà họ có thể cung cấp về sự bố phòng của đối phương trên đảo.
Các khẩu pháo của Wadsworth lại tham gia bắn phá hỗ trợ cuộc tấn công lên Guam trong đêm 24-25 tháng 7, trước khi nó đảm nhiệm vai trò cột mốc radar canh phòng giữa Guam và đảo Rota. Sau khi được tàu khu trục Hudson (DD-475) thay phiên vào ngày 2 tháng 8, nó hoạt động như tàu dẫn đường máy bay chiến đấu trong bốn ngày ngoài khơi bãi Agana, phục vụ cho hai phi đội máy bay tiêm kích trên các tàu sân bay Belleau Wood, Langley (CVL-27) và Essex (CV-9). Được tách khỏi nhiệm vụ này vào ngày 6 tháng 8, chiếc tàu khu trục rời Guam vào ngày 10 tháng 8 hộ tống cho các tàu chở dầu hạm đội rút lui về Eniwetok.
Hộ tống một tàu buôn lên đường vào ngày 13 tháng 8, đi từ khu vực quần đảo Marshall đến vùng biển Hawaii, Wadsworth đi đến Trân Châu Cảng vào ngày 20 tháng 8, rồi hoạt động ngoài khơi Oahu như một tàu cột mốc radar canh phòng. Nó rời vùng biển Hawaii vào ngày 15 tháng 9 trong thành phần bảo vệ cho các tàu sân bay hộ tống Natoma Bay (CVE-62) và Manila Bay (CVE-61) hướng sang quần đảo Marshall. Đến nơi vào ngày 25 tháng 9, nó trình diện để phục vụ cùng Đệ Tam hạm đội, nhưng lại nhanh chóng được cho tách ra. Nó lên đường quay về vùng bờ Tây, đi ngang qua Eniwetok, Ulithi và Trân Châu Cảng, về đến Xưởng hải quân Mare Island vào ngày 25 tháng 10 cho một đợt đại tu toàn diện.
Hoàn tất việc sửa chữa và cải biến vào ngày 5 tháng 12, Wadsworth được thuyên chuyển từ Hải đội Khu trục 45 sang Hải đội Khu trục 24, rồi tiến hành các hoạt động huấn luyện ôn tập tại San Diego trước khi khởi hành từ San Francisco vào ngày 20 tháng 12, hướng sang quần đảo Hawaii trong thành phần hộ tống một đoàn tàu vận tải. Đoàn tàu đi đến vùng biển Oahu an toàn vào ngày 29 tháng 12. Nó hoạt động tại chỗ từ Trân Châu Cảng, tham gia giải cứu ba phi công bị rơi máy bay vào ngày 2 tháng 1 năm 1945, trước khi lên đường đi ngang qua Ulithi để đến Kossol Passage, quần đảo Palau

### 1945
Đi đến Palau vào ngày 16 tháng 1, Wadsworth thay phiên cho tàu khu trục Lansdowne (DD-486) trong vai trò tàu tiếp liệu cho một đội bốn tàu quét mìn và hai tàu săn ngầm trong hoạt động tuần tra tại khu vực giữa các đảo Peleliu và Angaur. Sáng sớm ngày 18 tháng 1, nó chiếu sáng một mục tiêu đang hướng đến khu vực vận chuyển, và phối kiểm thông tin xác nhận không có tàu bạn nào tại khu vực lân cận. Con tàu tiếp tục chiếu sáng mục tiêu, một sà lan chở quân, khi nó cặp bờ và bắt đầu cho đổ bộ, đúng vào lúc lực lượng trên bờ phát hiện và khai hỏa vào những kẻ lẻn đến tấn công. Khoảng 50 binh lính Nhật Bản đã tìm các đột nhập để phá hủy máy bay và kho đạn của Lục quân trên bờ, nhưng bị tiêu diệt toàn bộ nhờ phát hiện của Wadsworth. Trong đêm 19 tháng 1, chiếc tàu khu trục lại bắn pháo sáng và hỗ trợ hỏa lực cho binh lính trên bãi "Amber", Peleliu, trước khi nó lên đường đi Ulithi vào ngày 25 tháng 1. Tại đây nó gia nhập Đội đặc nhiệm 51.1, một đội vận chuyển được tập trung nhằm chuẩn bị cho cuộc đổ bộ tiếp theo lên Iwo Jima.
Ghé qua cảng Apra, Guam từ ngày 8 đến ngày 16 tháng 2, Wadsworth đi đến ngoài khơi Iwo Jima vào ngày 19 tháng 2, tiến hành tuần tra chống tàu ngầm ngoài khơi mũi phía Nam hòn đảo cho đến tối, khi nó gia nhập một đội bắn phá. Sang sáng hôm sau, nó chiếm vị trí bắn phá ngoài khơi Iwo Jima, bắn phá các vị trí xe tăng, pháo và súng cối đối phương, tiếp tục nhiệm vụ này để hỗ trợ lực lượng trên bờ cho đến xế trưa ngày 21 tháng 2, khi nó quay lại nhiệm vụ hộ tống bảo vệ các tàu vận chuyển lực lượng chiếm đóng, vốn cuối cùng đã đổ bộ vào ngày 2 tháng 3.
Wadsworth rời Iwo Jima vào ngày 5 tháng 3 để hướng sang Philippines, đi đến khu vực thả neo Dulag thuộc vịnh Leyte vào ngày 9 tháng 3. Trong phần lớn thời gian còn lại của tháng 3, nó hoạt động tại chỗ tại vùng biển Philippine, thực hành bắn phá và hỗ trợ hỏa lực trong vịnh San Pedro ngoài khơi đảo Leyte cho đến ngày 27 tháng 3. Nó lên đường vào ngày này hộ tống các tàu vận chuyển để hướng sang khu vực quần đảo Ryūkyū.
Wadsworth đi đến ngoài khơi Okinawa vào sáng ngày Chúa Nhật Phục Sinh 1 tháng 4, ngày đổ bộ được xác định mở màn Trận Okinawa. Lúc 04 giờ 15 phút, nó hoàn tất việc càn quét phía trước các tàu vận tại ngoài khơi bãi đổ bộ rồi chiếm lấy vị trí bắn hỏa lực hỗ trợ ngoài khơi mũi phía Nam của hòn đảo. Trong 15 ngày tiếp theo, các khẩu pháo của nó đã bắn phá các điểm tập trung quân và vị trí pháo binh của quân Nhật, cũng như những hang động và quân phòng thủ ẩn nấp.
Tại Kerama Retto vào ngày 17 tháng 4, Wadsworth đón lên tàu một đội dẫn đường chiến đấu máy bay tiêm kích và những kỹ thuật viên từ tàu chỉ huy Estes (AGC-12) để trợ giúp thủy thủ chiếc tàu khu trục lắp đặt thiết bị dẫn đường chiến đấu. Nó lên đường cuối ngày hôm đó cho nhiệm vụ cột mốc radar canh phòng đầu tiên, là một phần của mạng lưới cảnh báo sớm nhằm đưa ra báo động về các cuộc không kích của máy bay Nhật Bản. Từ ngày 17 tháng 4 đến ngày 24 tháng 6, nó đã chín lượt đảm nhiệm vai trò này, đánh trả 22 lượt không kích của đối phương, bắn rơi sáu máy bay và trợ giúp vào việc phá hủy bảy chiếc khác. Ngoài ra, máy bay tiêm kích tuần tra chiến đấu trên không (CAP) do nó dẫn đường đã bắn rơi 28 máy bay đối phương.
Chỉ trong một ngày làm nhiệm vụ 28 tháng 4, Wadsworth đã đánh trả sáu đợt không kích của 12 máy bay đối phương, xuất phát từ đủ mọi hướng, bắt đầu lúc mặt trời lặn và kéo dài trong khoảng ba giờ. Một máy bay ném bom-ngư lôi đối phương đã tiếp cận nhanh bên mạn trái, và chiếc tàu khu trục khéo léo cơ động để hướng mọi vũ khí phòng không nhắm vào đối thủ. Đối phương vòng lại lượt thứ hai qua phía phải, rồi tấn công trực tiếp thẳng phía đuôi tàu. Con tàu lại cơ động qua mạn trái trong khi chiếc máy bay sượt qua bên mạn phải ở khoảng cách chỉ có 100 yd (91 m), tiếp tục vòng qua phía trước mũi tàu và nới rộng khoảng cách trước khi bay là thấp cho một lượt tấn công thứ ba.
Chiếc máy bay đối phương phóng ra quả ngư lôi ở khoảng cách 1.200 yd (1.100 m), chiếc tàu khu trục bẻ hết lái qua mạn trái và quả ngư lôi sượt qua mạn phải con tàu. Trong khi đó máy bay đối phương, vốn chịu đựng mọi cỡ hỏa lực phòng không của con tàu, tìm cách đâm vào con tàu. Cánh của nó va phải một khẩu đội 40-mm bên mạn trái phía trước, trong khi thân máy bay va chạm với xuồng săn cá voi gắn động cơ dài 26 foot (7,9 m) của con tàu trước khi rơi xuống nước. Chiếc máy bay đã không phát nổ, tuy nhiên chiếc tàu khu trục chịu đựng một cơn mưa mảnh vỡ và xăng máy bay. Đây là lần thứ hai con tàu suýt bị máy bay tấn công cảm tử đâm trúng, vì chỉ sáu ngày trước 22 tháng 4, các pháo thủ phòng không của Wadsworth đã bắn rơi một chiếc Kamikaze nổ tung chỉ cách con tàu 20 ft (6,1 m). Con tàu chỉ bị hư hại nhẹ lườn tàu và một thủy thủ bị thương.
Tại nơi neo đậu Hagushi vào sáng ngày 24 tháng 6, Wadsworth được thay phiên trong vai trò cột mốc radar canh phòng và tiễn những nhân sự thuộc đội dẫn đường chiến đấu lên bờ. Trong suốt thời gian ở lại vùng biển ngoài khơi Okinawa,con tàu đã báo động chiến đấu 203 lần, phát hiện hàng trăm lượt máy bay đối phương và đánh trả thành công mọi đợt không kích nhắm vào nó. Thành tích này được ghi nhận qua danh hiệu Đơn vị Tuyên dương Tổng thống được trao tặng. Nó rời Okinawa và đi đến vịnh San Pedro, Leyte vào ngày 27 tháng 6, qua đêm tại vùng biển Philippine trước khi lên đường cùng một đội tàu tuần dương hạng nặng. Lực lượng ghé qua Okinawa vào ngày 16 tháng 7, rồi hướng vào biển Hoa Đông để càn quét tàu bè ngoài khơi bờ biển Trung Quốc giữa các cảng Phúc Châu và Ôn Châu. Sau khi quay trở lại Okinawa vào ngày 29 tháng 7, lực lượng lại càn quét thêm một lượt tương tự vào đầu tháng 8.
Sau khi Nhật Bản đầu hàng kết thúc cuộc xung đột vào ngày 15 tháng 8, Wadsworth tiếp tục ở lại khu vực Viễn Đông. Nó rời Okinawa vào ngày 12 tháng 9 để đi Nagasaki, Nhật Bản, hộ tống hai tàu đổ bộ LST. Đi đến thành phố bị bom nguyên tử tàn phá hai ngày sau đó, nó trợ giúp vào việc di tản những tù binh Đồng Minh từ cảng này. Sau khi đón lên tàu tổng cộng 125 tù binh Hoa Kỳ, Anh, Hà Lan và Australia được giải phóng, nó lên đường vào ngày 18 tháng 9 để hướng đến Okinawa, đi đến vịnh Buckner vào ngày 20 tháng 9. Rời vịnh Buckner vào ngày 25 tháng 9, nó đi đến Sasebo, Nhật Bản vào ngày hôm sau, và sau đó làm nhiệm vụ vận chuyển và hỗ trợ chiếm đóng, vận chuyển binh lính và hộ tống các tàu vận tải tiếp liệu giữa các các cảng Sasebo, Wakayama và Yokosuka cho đến giữa tháng 11.
Rời Sasebo vào ngày 17 tháng 11, Wadsworth quay trở vể Hoa Kỳ hoàn tất nhiệm vụ chiếm đóng. Nó đi ngang qua quần đảo Hawaii và ghé lại San Diego từ ngày 6 đến ngày 10 tháng 12, nơi nó tiễn rời tàu những cựu chiến binh được nó vận chuyển, trước khi tiếp tục hành trình băng qua kênh đào Panama, về đến Xưởng hải quân Charleston tại South Carolina vào ngày 23 tháng 12, nơi nó được chuẩn bị ngừng hoạt động.
Wadsworth được cho xuất biên chế vào ngày 18 tháng 4 năm 1946 và đưa đưa về Hạm đội Dự bị Đại Tây Dương neo đậu tại Charleston. Nó bị bỏ không cho đến khi được chọn để chuyển giao cho Cộng hòa Liên bang Đức trong khuôn khổ Chương trình Viện trợ Quân sự vào năm 1959.

### Zerstörer 3(D172)
Vào mùa Hè năm 1959, thủy thủ đoàn Hải quân Đức được tập trung tại Charleston, South Carolina để huấn luyện trong khi bản thân con tàu được đại tu và tái trang bị. Wadsworth được chính thức chuyển giao cho Hải quân Tây Đức vào ngày 6 tháng 10, 1959, và nhập biên cùng ngày hôm đó như là chiếc Zerstörer 3 (tàu khu trục 3) (D172), dưới quyền chỉ huy của Trung tá Hải quân (Fregattenkapitän) Wilhelm Meentzen, người từng được tặng thưởng Huân chương Chữ thập sắt Hiệp sĩ.
Hợp đồng cho mượn con tàu, thoạt tiên có thời hạn sáu năm, được tiếp tục gia hạn cho đến thập niên 1970. Cuối cùng con tàu được rút khỏi danh sách Đăng bạ Hải quân của Hoa Kỳ vào ngày 1 tháng 10, 1974 và được bán cho Đức cùng ngày hôm đó. Zerstörer 3 tiếp tục phục vụ cho đến ngày 30 tháng 10, 1980, khi nó được chuyển cho Hy Lạp.

### Nearchos(D65)
Con tàu phục vụ cùng Hải quân Hy Lạp như là chiếc Nearchos (D65), cho đến khi ngừng hoạt động và tháo dỡ vào năm 1991.

## Phần thưởng
Wadsworth được tặng thưởng bảy Ngôi sao Chiến trận cùng danh hiệu Đơn vị Tuyên dương Tổng thống do thành tích phục vụ trong Thế Chiến II.